# Giải vô địch bóng đá nữ Nam Mỹ 2003
Giải vô địch bóng đá nữ Nam Mỹ 2003 (Campeonato Sudamericano de Fútbol Femenino 2003) diễn ra tại Peru từ 9 tháng 4 tới 27 tháng 4 năm 2003. Giải được tổ chức nhằm chọn ra hai đại diện của khu vực Nam Mỹ tham dự Giải vô địch bóng đá nữ thế giới 2003.
Brasil được miễn vòng một.

## Vòng một

### Bảng A
| Đội     | Đ | Tr | T | H | B | BT | BB |
| ------- | - | -- | - | - | - | -- | -- |
| Perú    | 6 | 2  | 2 | 0 | 0 | 5  | 2  |
| Bolivia | 3 | 2  | 1 | 0 | 1 | 8  | 4  |
| Chile   | 0 | 2  | 0 | 0 | 2 | 2  | 9  |

| Perú                             | 3–1      | Bolivia      |
| -------------------------------- | -------- | ------------ |
| Salinas 18', 70' (ph.đ) Mori 55' | Chi tiết | Zamorano 34' |

| Bolivia                                                               | 7–1      | Chile             |
| --------------------------------------------------------------------- | -------- | ----------------- |
| Zamorano 13', 20', 43' Moreno 54' E. Pérez 56' S. Pérez 62' Urgel 77' | Chi tiết | Galvez 90' (ph.đ) |

| Perú                    | 2–1      | Chile      |
| ----------------------- | -------- | ---------- |
| Bosmans 51' Tristán 80' | Chi tiết | Castro 44' |

### Bảng B
| Đội       | Đ | Tr | T | H | B | BT | BB |
| --------- | - | -- | - | - | - | -- | -- |
| Colombia  | 4 | 2  | 1 | 1 | 0 | 9  | 1  |
| Ecuador   | 4 | 2  | 1 | 1 | 0 | 3  | 1  |
| Venezuela | 0 | 2  | 0 | 0 | 2 | 0  | 10 |

| Ecuador         | 2–0      | Venezuela |
| --------------- | -------- | --------- |
| Villón 71', 90' | Chi tiết |           |

| Colombia                                                                      | 8–0      | Venezuela |
| ----------------------------------------------------------------------------- | -------- | --------- |
| Valencia 10', 86' Imbachi 33' Miranda 49' Garzón 58' Gutiérrez 80' Munera 90' | Chi tiết |           |

| Ecuador   | 1–1      | Colombia     |
| --------- | -------- | ------------ |
| Campi 45' | Chi tiết | Valencia 46' |

### Bảng C
| Đội       | Đ | Tr | T | H | B | BT | BB |
| --------- | - | -- | - | - | - | -- | -- |
| Argentina | 6 | 2  | 2 | 0 | 0 | 11 | 0  |
| Paraguay  | 3 | 2  | 1 | 0 | 1 | 3  | 4  |
| Uruguay   | 0 | 2  | 0 | 0 | 2 | 1  | 11 |

| Argentina                   | 3–0      | Paraguay |
| --------------------------- | -------- | -------- |
| Jiménez 41' Medina 65', 72' | Chi tiết |          |

| Uruguay   | 1–3      | Paraguay                       |
| --------- | -------- | ------------------------------ |
| Lemos 27' | Chi tiết | Agüero 11' Rodas 56' Román 72' |

| Argentina                                                               | 8–0      | Uruguay |
| ----------------------------------------------------------------------- | -------- | ------- |
| Jiménez 5' Gatti 32' Alvariza 35' (ph.đ), 79' Medina 46', 49', 51', 81' | Chi tiết |         |

## Vòng chung kết
| Đội       | Đ | Tr | T | H | B | BT | BB |
| --------- | - | -- | - | - | - | -- | -- |
| Brasil    | 9 | 3  | 3 | 0 | 0 | 18 | 2  |
| Argentina | 4 | 3  | 1 | 1 | 1 | 6  | 6  |
| Colombia  | 3 | 3  | 1 | 0 | 2 | 3  | 15 |
| Perú      | 1 | 3  | 0 | 1 | 2 | 1  | 5  |

| Brasil                          | 3–2      | Argentina             |
| ------------------------------- | -------- | --------------------- |
| Kátia 1' Pretinha 7' Rosana 54' | Chi tiết | Gatti 49' Almeida 71' |

| Perú | 0–1      | Colombia     |
| ---- | -------- | ------------ |
|      | Chi tiết | Valencia 18' |

| Colombia                | 2–3      | Argentina                        |
| ----------------------- | -------- | -------------------------------- |
| Ordóñez 5' Valencia 33' | Chi tiết | Gómez 25' Alvariza 43' Gerez 71' |

| Brasil                             | 3–0      | Perú |
| ---------------------------------- | -------- | ---- |
| Formiga 26' Pretinha 30' Marta 53' | Chi tiết |      |

| Brasil                                                                                              | 12–0     | Colombia |
| --------------------------------------------------------------------------------------------------- | -------- | -------- |
| Pretinha 7', 15' Formiga 22' Marta 34', 50', 70' (ph.đ) Kátia 42', 44', 74', 82', 89' Cristiane 80' | Chi tiết |          |

| Perú      | 1–1      | Argentina  |
| --------- | -------- | ---------- |
| Dávila 7' | Chi tiết | Medina 88' |